# Ohikkoshi
Ohikkoshi (japanska: お引越し; engelska: Moving) är en dramafilm från 1993 regisserad av Shinji Sōmai. Det är en skilsmässodrama med tolvåringen[källa behövs] Renko "Ren" Urushibara i centrum. Filmen kretsar kring hennes reaktioner och ansträngning att återskapa en tillvaro som flytt sin väg.
Filmen visades i avdelningen Un certain regard, vid 1993 års Cannesfestival. Den har i sin insiktsfulla skildring av en ung flickas tankevärld jämförts med Isao Takahatas Omohide poro-poro, som hade premiär två år tidigare.

## Handling

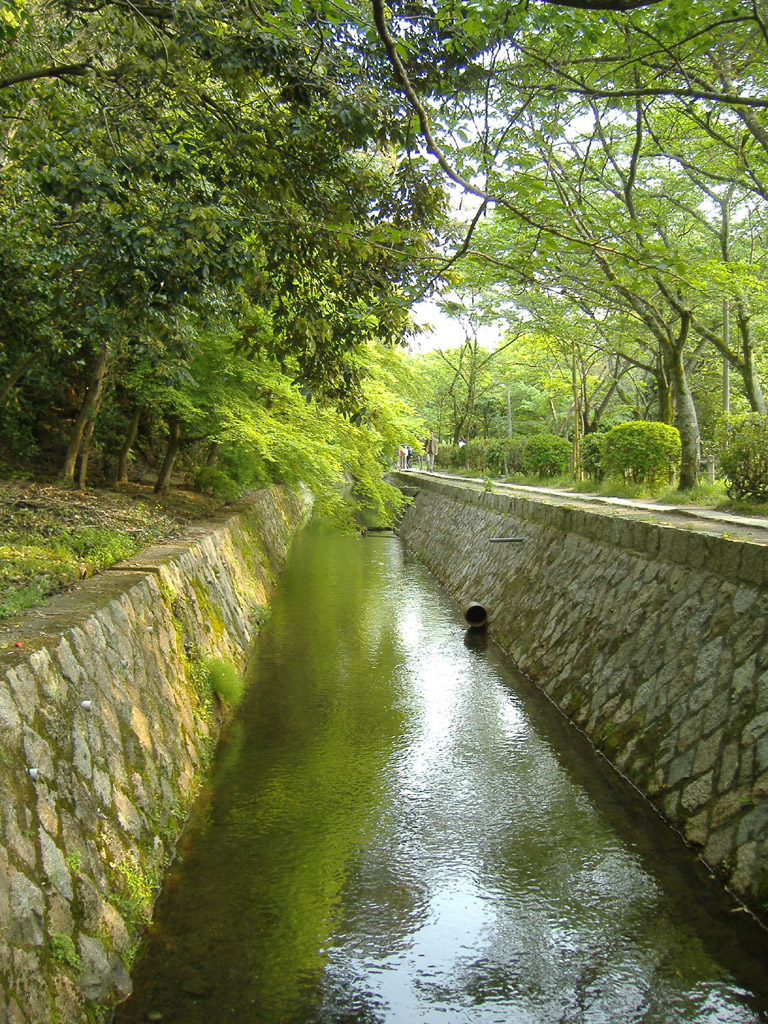
Ren tillbringar mycket av sin tid för sig själv, bland annat med att håva efter smådjur i Biwasjökanalen.

Familjen Urushibara bor i Kyoto. Filmen tar sin början vid ett middagsbord, där mor (Nazuna), far (Ken'ichi) och dotter (Renko, av sina närmaste kallad Ren) försöker hålla sams där de sitter på olika sidor av det trekantiga lilla bordet. I nästa scen ser vi hur far flyttar hemifrån och dottern, mot instruktionerna, hoppar på flyttbilen för att hjälpa till med flytten.

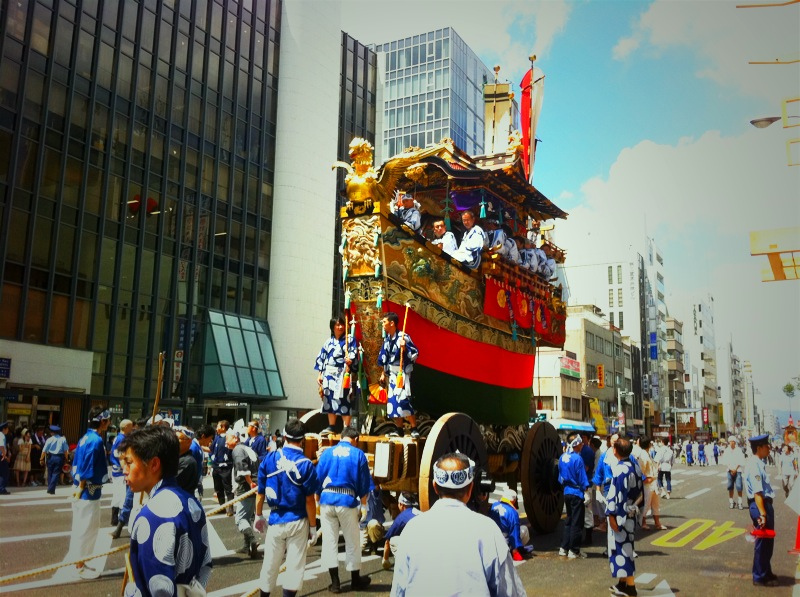
Under Gion-festivalen (juli) sticker Ren hemifrån. Hon ringer till pappas jobb, medan hon står nedanför hans kontorsfönster.

Därefter ska Nazuna och Ren bo tillsammans. Nazuna ägnar halva natten åt att skriva en "författning" för sin nya "stat", och märker först senare att den andra halvan av befolkningen inte riktigt uppskattar den mödan. Det skär sig sedan mellan mor och dotter, och den senare ägnar enligt Nazuna alldeles för mycket tid med sin far. Ren gör vad hon kan för att pappa och mamma ska börja umgås igen, som det var förr i tiden när de bråkade men ändå klarade av att bo ihop.

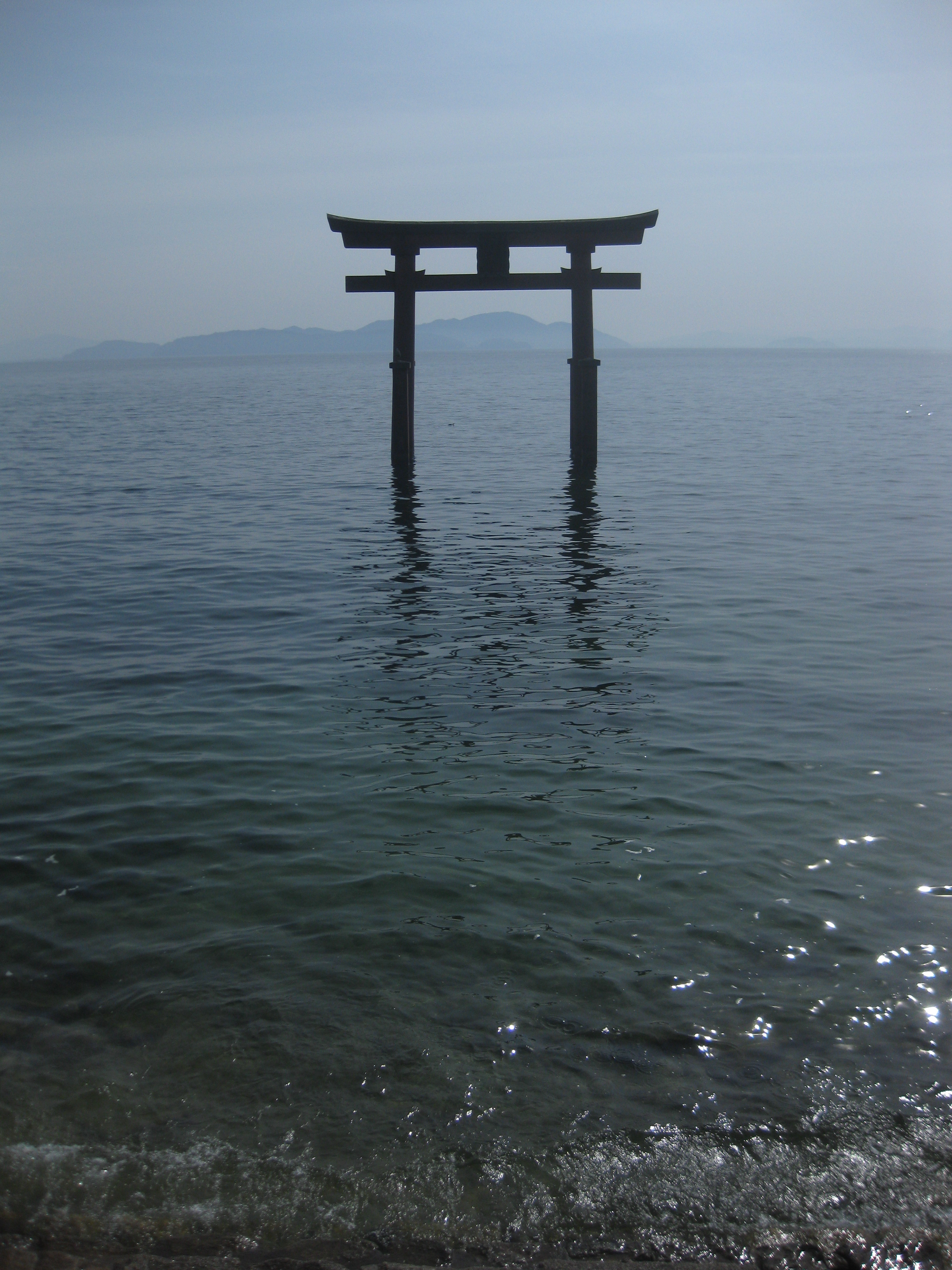
Mycket av slutet av filmen utspelas vid Biwasjön, Japans största insjö.

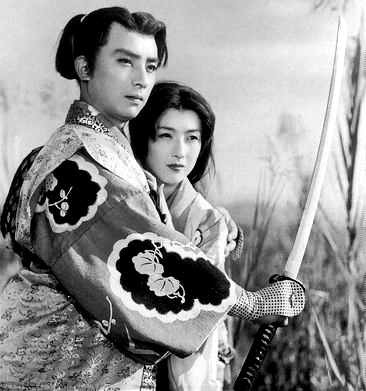
Chihara Shinobu (till höger) i 1954 års Satomi Hakken-den. 39 år senare medverkade hon i Ohikkoshi.

Mot slutet av filmen har Rens ansträngningar burit viss frukt, och Nazuna och Ken'ichi har till slut beslutat att träffas för regelbundna middag ihop med deras dotter. Ren vill att de alla tre ska åka på utflykter till Biwasjön som förr i tiden och ser till att det blir verklighet genom att helt sonika "låna" sin mammas kreditkort och boka rum på ett hotell vid sjön (nära Ōtsu). Utan att Nazuna vet om det har Ren också bjudit in Ken'ichi till det hela.
Det är sommar och festivaltid. Senko-sai-festivalen (17 augusti) bildar bakgrund för en familjeutflykt som riskerar att något helt annat än i Rens drömmar. Ren springer iväg på egen hand och upplever små äventyr, tillsammans med ett äldre par som förlorat sin son och får i en drömsk scen vid Biwasjön möjlighet att ge sig själv en tröstande kram.

## Rollfigurer
- Renko Urushibara ("Ren") 12 år, ♀

– spelad av Tomoko Tabata (född 26 december 1980)
Ren är femteklassare[källa behövs] och enda barnet som en dag dessutom blir skilsmässobarn. Det påverkar hennes beteende hemma, liksom i skolan – när de andra i klassen får reda på saken. Hon och mamma kommer inte alltid överens, och Ren gör vad hon kan för att mamma och pappa ska bli sams igen.
- Ken'ichi Urushibara ♂

– Kiichi Nakai (född 18 september 1961)
Han är slarvig familjefar, men med gott humör. Han plockar då och då upp fickpluntan. Ken'ichi flyttar hemifrån i början av filmen.
- Nazuna Hoshino (som gift Urushibara Nazuna) ♀

Nazuna blir överlycklig över separationen och möjligheten att få kalla sig vid sin flicknamn igen. Hon har stora planer på det kommande livet med sin dotter. Hon har dock inte räknat med att Ren har en egen vilja.
– Junko Sakurada (född 14 april 1958)
Junko är en ung kvinna och vän till familjen. Hon tycks ha en relation med Yukio.
- Yukio ♂

Han är en ung man och vän till familjen.
- (Wako-san) ♀
- klassföreståndaren ♂

– (Tsurube Shōfukutei)
Han förstår sig inte alltid på Ren och hennes förmåga att alltid vara inblandad när det händer något i klassen.
- Minoru (familjenamn) ♂

Klasskamrat till Renko. Han är en av de få i klassen som ställer upp på Renkos sida, när hon blir inblandad i olika kontroverser.
– (Tanaka Taro?)
- (klasskamrat med föräldrar som separerat) ♀

– (Mariko Sudo?)
Mariko kommer först i bråk med Ren men blir sedan vän, eftersom de har lika "trasiga" familjer.
- (äldre dam vid Biwasjön) ♀

– (Shinobu Chihara?)
Källa: 

## Distribution
Ohikkoshi hade premiär den 20 mars 1993. I Japan distribuerades filmen bland annat av TV-bolaget Yomiuri TV. Internationellt har den främst synts i olika festivalsammanhang. 1993 deltog den på den franska Cannesfestivalen, och samma år presenterades den på Toronto Film Festival. I Sverige fick den premiär 1995. Ohikkoshi visades i Argentina (under den spanska titeln El traslado), på två olika japanska filmfestivaler, 2001 och 2002. 2002 hade den colombiansk premiär. 2011 visades filmen på japanska Miyazaki Film Festival. 2012 deltog den på Edinburgh International Film Festival.